# مي غصوب
مي غصوب(2نوفمبر 1952 بيروت – 17 فبراير 2007 لندن) هي كاتبة لبنانية وفنانة، وناشرة وناشطة في مجال حقوق الإنسان. أسست «دار الساقي» للنشر وناشرة بها، كتبت مقالات في الثقافة والجماليات وقضايا الشرق الأوسط لصحف ومجلات عربية ودولية.

## حياتها
والدها ريمون غصوب لاعب كرة القدم المحترف «مسيحي ماروني»، درست في مدرسة الحرية الفرنسية في بيروت، درست الرياضيات في الجامعة الأمريكية ببيروت، درست الأدب الفرنسي في الجامعة اللبنانية،  درست النحت في كلية مورلي ومرسم هنري مور في لندن.
كانت تروتسكي في بداية «الحرب الأهلية اللبنانية» عام 1975، لكن عندما فقدت الأمل اتجهت إلى العمل الإنساني، وأنشأت إثنين مستوصف طبي في منطقة مسلمة فقيرة بعد أن غادرها الأطباء وأغلقت الصيدليات.
في عام 1977 فقدت إحدى عينيها، بعد أن أُصيبت سيارتها بقذيفة في حين أخذ أحدهم إلى المستشفى. إنتقلت إلى لندن ليكون وقت المعالجة، وقضى في باريس، حيث عملت كصحفيه للصحف العربية. في لبنان مع صديق طفولتها أندريه جاسبار، تحت أسماء مستعارة أككاوي سليم وماجدة سلمان.
في عام 1979، أسست دار الساقي في وستبورن غروف بلندن، مع جاسبار، يعمل بمكتبة لندن الأولى متخصص في اللغة العربية. بدأوا بنشر الأعمال باللغة العربية في عام 1983. تباع بصمة ذيل الثعبان إلى بيت آيرتون في عام 1987، ولكنها استمرت مع بصمات الساقي وبرقية. دار نشر اللغة عربية، دار السقي، تأسست في بيروت في عام 1990.
أصبحت مناصرة لحقوق المرأة، عملت على نشر مجموعة من القضايا المثيرة للجدل وإنتاج المنشآت الفنية. وكتبت عن الديمقراطية 
وفي كتاب السيرة ذاتية، ترك بيروت: النساء والحروب داخل، ونشر في عام 1998. وهي تعارض بحماس للرقابة، معتبرة لها في 2006 الإنهاء اللعب تكس أجريت في مسرح غنائي، هامر سميث ومسرح دومينيون في لندن، ومسرح الوحدة، ليفربول، أن «الكلمات لا تقتل، بفعل البشر.»

## الحياة العائلية
تزوجت مرتين. تزوجت من الكاتب اللبناني حازم صاغيه في عام 1991. توفيت في لندن. وكانت مع والدها، والدتها، ماجي غصوب، وشقيقتها، هدى وزوجها حازم صاغيه. 

## جائزة مي غصوب للرواية
أطلقت دار الساقي للنشر جائزة للرواية تحمل إسمها، وأعلنت فتح باب الترشح لها في الأول من يناير 2018، على أن يكون آخر موعد لتلقّي المشاركات هو 30 يونيو من العام نفسه، وفي 17 فبراير 2019 أعلن فوز رواية «عايدون» للكاتبة الليبية كوثر الجهمي بـ«جائزة مي غصوب للرواية» في دورتها الأولى.

### شروط المشاركة في جائزة مى غصوب للرواية
أولاً: أن تكون الرواية باللغة العربية.
ثانياً: لم يسبق نشر الرواية من قبل.
ثالثًا: إرسال ملخص عن الرواية.
رابعًا: حال الفوز فإن الجائزة تتمثل في نشر الرواية الفائزة فقط.

### الفائزون في الجائزة
- الدورة الأولى 2019: كوثر الجهمي، رواية «عايدون»
- الدورة الثانية 2022: أحمد عدنان نجم، رواية «أولاد العمّة هاجر»[11]

## أعمالها
- الهوية الذكرية والثقافة في الشرق الأوسط دار الساقي 2000
- تاركة بيروت دارالساقي 1998 أعادت نشره 2007 دار الساقي
- المرأة العربية وذكورية الأصالة.
- الرجولة المتخيلة بالاشتراك مع إيما سنكلير ويب.
- ما بعد الحداثة.. العرب في لقطة فيديو.[12]

## وصلات خارجية
- Saqi books
- "Remembering Mai Ghoussoub (1952-2007)", The Guardian 22 February 2007